# Ramatuelle
Ramatuelle este o comună franceză, situată în departamentul Var, în regiunea Provence-Alpes-Côte d'Azur. Se află pe peninsula Saint-Tropez. Plaja Pampelonne, Cap Taillat și Cap Camarat formează fațada sa maritimă.

## Geografie

### Localizare
Comuna se află la 10,1 km de Saint-Tropez și la 39,5 km de Fréjus.
Situată în Provence, în departamentul Var, teritoriul comunei Ramatuelle este separat de restul cantonului Sainte-Maxime printr-un arc de coline împădurite, care îl transformă într-un bazin hidrografic izolat. Acest teritoriu include două câmpii litorale, o coastă de peste 16 kilometri compusă din plaja vastă Pampelonne, alte plaje mai mici și capurile Camarat și Taillat (acesta din urmă, pe jumătate împărțit cu comuna vecină La Croix-Valmer). Satul, tipic așezărilor defensive pe culmi, se înalță pe un contrafort al colinei Paillas, la o altitudine de aproximativ 130 de metri, la sud de Saint-Tropez. De aici, domină golful Pampelonne și câmpia viticolă.

### Comune limitrofe
| Gassin          | Gassin           | Saint-Tropez     |
| La Croix-Valmer |                  | Marea Mediterană |
| La Croix-Valmer | Marea Mediterană | Marea Mediterană |

### Geologie și relief
Consultarea hărții geologice și a explicațiilor acesteia relevă următoarele:

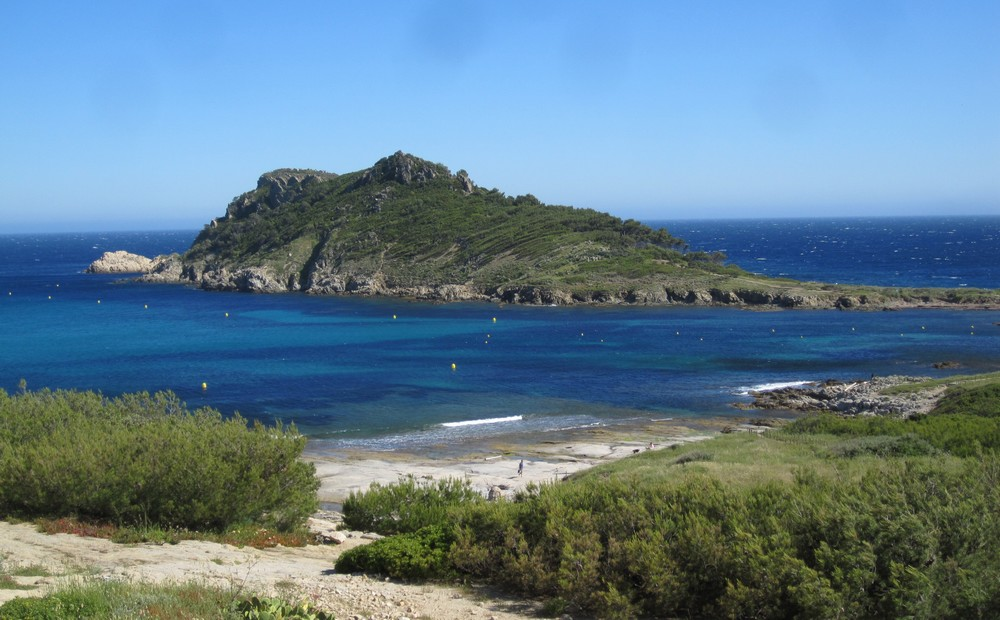
Capul Taillat.

Rocile substratului care ies la suprafață în comuna Ramatuelle, precum și în întreaga peninsulă Saint-Tropez, aparțin „soclului primar” provensal. Acestea sunt roci cristalinofiliene, componente ale masivelor Maures și Esterel.
Situate la est de o mare falie nord-sud, cunoscută sub numele de „accidentul Grimaud, Moulins de Paillas”, formațiunile observabile pe terenurile comunei sunt constituite în principal din gnaisuri mai mult sau mai puțin feldspatice și granit.
Gnaisurile: Acestea sunt roci cu facies eterogen, uneori micacee, dar întotdeauna puternic feldspatice. În unele zone, faciesul devine anatectic. Fenocristalele de feldspat, uneori abundente, dau naștere unor gnaisuri cu ochiuri (embréchite), vizibile în zona Pampelonne.
De-a lungul țărmului, în zona Cap Pinet și Capon, se pot observa bancuri și amigdale de pegmatite, precum și alternanțe de strate cu grosimi variind de la câțiva milimetri la câțiva decimetri, formate din gnaisuri fine și micacee feldspatice.
Variabilitatea acestor faciesuri de gnaisuri poate fi interpretată ca rezultat al unei eterogenități a materialelor originare, deoarece gradul de metamorfism, destul de avansat (mezonă), este, de altfel, aproximativ același pentru aceste diferite roci.
Granitul din Camarat: Acesta iese la suprafață de la Capul Camarat până la Escalet, formând o bandă orientată est-vest. Este un granit cu granulație medie, bogat în cuarț și micacee (muscovit și biotit). Puternic diaclasat și discordant în raport cu structura principală, acest granit este intruziv în gnaisurile care apar local sub formă de enclave. Vârsta sa nu este cunoscută.

### Seismicitate
În departamentul Var există trei zone de seismicitate:
- Zona 0 cu risc neglijabil (aceasta include multe dintre comunele de pe litoralul varois, precum și o parte dintre comunele din centrul departamentului Var; cu toate acestea, aceste comune nu sunt protejate împotriva unui posibil efect de tsunami cauzat de un seism în mare).
- Zona 1a cu risc foarte scăzut (include în principal comunele situate într-o bandă care se întinde de la muntele Sainte-Victoire până la masivul Esterel).
- Zona 1b cu risc scăzut (acesta este cel mai ridicat risc din departament, dar care nu atinge cel mai înalt nivel de evaluare națională, și afectează douăzeci și una de comune din nordul departamentului).

Comuna Ramatuelle se află în zona seismică cu risc foarte scăzut 1a.

### Hidrografie și ape subterane
Comuna este traversată de mai multe pâraie de coastă fără sursă sau alimentare permanentă, care joacă un rol important în mod periodic în timpul furtunilor. Principalele pâraie, de la sud la nord, sunt:
- La Liquette[6]
- Le Gros Vallat, cel mai important pârâu al comunei
- L'Oumède[7]
- Les Baraques
- La Mattarane
- Le Beauqui[8]
- Le Pascati
- Le Tahiti[9]
- Les Mares
- La Rouillère
- Le Pinet

Pâraiele La Rouillère și Les Mares continuă pe teritoriul comunei Gassin. Pârâul La Liquette se varsă în Gros Vallat. Celelalte pâraie se varsă în mare de-a lungul plajei Pampelonne.

### Clima
În 2010, clima comunei este de tip mediteranean autentic, conform unui studiu realizat de Centrului Național de Cercetare Științifică (CNRS) , bazat pe o serie de date care acoperă perioada 1971-2000. În 2020, Météo-France publică o tipologie a climatului din Franța metropolitană, conform căreia comuna este expusă unui climat mediteranean și se află în regiunea climatică Var, Alpes-Maritimes, caracterizată prin precipitații abundente toamna și iarna (250-300 mm toamna), o insolație foarte bună vara (fracție de insolație > 75%), ierni blânde (8 °C) și puțină ceață.
Pentru perioada 1971-2000, temperatura anuală medie este de 15,7 °C, cu o amplitudine termică anuală de 14,2 °C. Cumulul anual mediu de precipitații este de 838 mm, cu 7 zile de precipitații în ianuarie și 1,4 zile în iulie. Pentru perioada 1991-2020, temperatura medie anuală observată la stația meteorologică Météo-France cea mai apropiată, situată în comuna Cogolin la 8 km distanță, este de 15,6 °C, iar cumulul anual mediu de precipitații este de 958,0 mm.
Parametrii climatici ai comunei au fost estimați pentru mijlocul secolului (2041-2070) conform diferitelor scenarii de emisie de gaze cu efect de seră, bazate pe noile proiecții climatice de referință DRIAS-2020. Aceștia pot fi consultați pe un site dedicat publicat de Météo-France în noiembrie 2022.

## Urbanism

### Tipologie
La 1 ianuarie 2024, Ramatuelle este clasificată drept comună rurală cu habitat dispersat, conform noii grile de densitate comunală în șapte niveluri, definită de INSEE (Institutul Național de Statistică și Studii Economice) în 2022. Comuna face parte din unitatea urbană Saint-Tropez, o aglomerație intra-departamentală care cuprinde trei comune, din care Ramatuelle este o comună de periferie. În plus, comuna face parte din zona metropolitană a orașului Saint-Tropez, din care este o comună de coroană. Această zonă, care cuprinde 3 comune, este clasificată în zonele cu mai puțin de 50.000 de locuitori.
Comuna, situată pe malul Mării Mediterane, este, de asemenea, o comună litorală în sensul legii din 3 ianuarie 1986, cunoscută sub numele de legea litoralului. Dispoziții urbanistice specifice se aplică aici pentru a proteja spațiile naturale, siturile, peisajele și echilibrul ecologic al litoralului, cum ar fi, de exemplu, principiul interdicției de construire în afara zonelor urbanizate pe fâșia litorală de 100 de metri sau mai mult, dacă planul local de urbanism prevede acest lucru.

### Căi de comunicație și transport

#### Căi rutiere
Satul Ramatuelle este accesibil pe drumul departamental RD 61 dinspre Gassin și pe drumul departamental RD 93 dinspre La Croix-Valmer și Saint-Tropez. Acesta din urmă deservește o mare parte din plajele comunei.
Cea mai apropiată ieșire de pe autostrada A8 este Ieșirea 36 Le Muy, accesibilă prin drumul departamental RD 25 până la Sainte-Maxime și apoi prin drumul departamental RD 559 până la Gassin.

#### Căi feroviare
Cele mai apropiate gări TGV sunt:
- Gara Les Arcs-en-Provence
- Gara Saint-Raphaël

#### Transport aerian
Cele mai apropiate aeroporturi sunt:
- Aeroportul Toulon–Hyères
- Aeroportul Nisa Coasta de Azur
- Aeroportul La Môle – Saint-Tropez

Ramatuelle este comuna din Peninsula Saint-Tropez cu cel mai mare număr de heliporturi (platforme destinate primirii ocazionale a elicopterelor, în afara aeroporturilor). În câțiva ani, Peninsula Saint-Tropez a devenit, în timpul sezonului estival, cel mai important heliport din Europa.

#### Porturi
Porturi din regiunea Provence-Alpes-Côte d'Azur:
- Rada Toulon
- Portul Antibes
- Portul Lympia (portul din Nisa)
- Portul Hercule (portul din Monaco)

## Toponimie
Unele lucrări din secolul al XVIII-lea, în mare parte depășite în ceea ce privește toponimia, atribuie numele Ramatuelle populației Camatullici, care ar fi locuit teritoriul dintre Toulon și Golful Grimaud, menționată de Pliniu cel Bătrân sub denumirea de regio Camatullicorum. Se presupune că Ramatuelle ar fi păstrat acest nume. Totuși, trecerea de la C- inițial la R- inițial ridică dificultăți. În plus, Pliniu menționează și denumirea regio Camactulicorum.
O altă ipoteză din secolul al XVIII-lea sugerează că Ramatuelle ar putea deriva dintr-o formare toponimică latină bazată pe rama („vâslă”) sau greacă, pe cama („muncă grea, trudă forțată, suferință”). În acest caz, lipsește explicația pentru elementul -tuelle, care rămâne inanalizabil. De asemenea, termenul latin pentru vâslă este remus, nu rama.
Évariste Lévi-Provençal consideră că toponimul Ramatuelle derivă din arabă: Rahmat-ûllah („milă divină”). De fapt, Ramatuelle și întreaga peninsulă Saint-Tropez au fost sub dominație arabo-musulmană între 890 și 972. Arabii cunoșteau două locuri din regiune sub denumirile Jabal al-Qilâl („muntele piscurilor”) și Farakhshinit, o formă arabizată a latinei vulgare FRAXINETU („pădure de frasini”), legată de al doilea element din numele localității La Garde-Freinet.
În schimb, toponimiștii (Albert Dauzat, Charles Rostaing, Ernest Nègre etc.) nu au analizat originea numelui Ramatuelle, ceea ce implică în mod implicit că resping ipotezele anterioare și nu dispun de suficiente elemente pentru a propune o explicație pertinentă. Cu toate acestea, Ernest Nègre notează: „[Arabii] au avut, de asemenea, ascunzători pe coasta provensală, cum ar fi la Garde-Freinet, astfel încât este posibil să li se atribuie denumirea unor toponime. Totuși, cele mai multe ipoteze formulate în acest sens sunt lipsite de seriozitate.”
Aceasta este motivul pentru care el nu adoptă ipoteza formulată de Évariste Lévi-Provençal.
Astfel, elementul toponimic -Freinet (din Fraxineto în jurul anului 993) provine direct din termenul roman, o variantă contractată a cuvântului fraissinet, care în occitană înseamnă „pădure de frasini”.
Sufixul provençal -ella (echivalent cu sufixul francez -elle) poate fi analizat, în principiu, ca sufixul diminutiv feminin galo-roman -ELLA, de origine latină. Radicalul Ramatu- este obscur și ar putea avea legătură cu substratul liguric, o limbă foarte puțin cunoscută, dar care, probabil, a contribuit la specificitatea toponimiei provensale comparativ cu cea din restul Galiei (de exemplu, Manosque, Venasque, Branoux, Cimiez etc.).
În acest caz, terminația ar putea reprezenta un sufix -élu, confundat prin analogie cu sufixul diminutiv latin -ellu(m). Se consideră că sufixul -élu poate fi recunoscut în numele Cimiez (grecescul Kemenelon, latinescul Cemenelum), iar Charles Rostaing precizează că acesta este sigur atestat doar în acest toponim.

## Istorie

### Preistorie
Unul dintre dolmenele din Var cele mai apropiate de țărm se află pe teritoriul comunei Ramatuelle, în golful Briande. Dolmenul din Briande este situat în partea de vest a peninsulei Cap Taillat, la doi sau trei metri deasupra nivelului mării. Datând de la sfârșitul Neoliticului, acesta este format din dale de șist înfipte în sol, care sunt singurele rămășițe ale camerei funerare, ușa și coridorul fiind distruse. Cercetat în 1939 și în 1958, situl a oferit unelte precum vârfuri de săgeți, topoare lustruite etc. Fragmentele de ceramică sunt abundente. De asemenea, au fost descoperite pandantive din cuarț, mărgele din roci verzi și fragmente umane. Arheologii au dedus că, în acea epocă îndepărtată, Cap Taillat era locuit de pescari.

### Antichitate
Zona era populată de un trib celtoligur numit Camatullique, înainte de a fi colonizată de romani. Aceștia au instalat două ferme în apropiere de plaja Pampelonne, Ferma Baraques și Ferma Salettes, care încă păstrează elemente arhitecturale romane. În acea perioadă, marea pătrundea până la această mică colonie.

### Evul Mediu
În secolul al IX-lea, regiunea a fost ocupată de sarazini timp de optzeci și doi de ani. Aceștia au lăsat puține urme arhitecturale, însă li se atribuie, probabil, câteva toponime, precum numele Ramatuelle. Sarazinii au fost alungați de către contele Guillaume de Provence, supranumit Liberatorul, iar în anul 1056, teritoriul Ramatuelle a fost cedat abației Saint-Victor din Marsilia, care a început reconstrucția satului. Ruinele de ziduri vizibile în prezent datează din acea perioadă.
Războiul Uniunii de la Aix a reprezentat o perioadă de tulburări pentru sat, între anii 1389 și 1399, când regiunea a fost devastată și jefuită de trupele lui Raimond de Turenne, cunoscut sub numele de Ciuma Provencei.

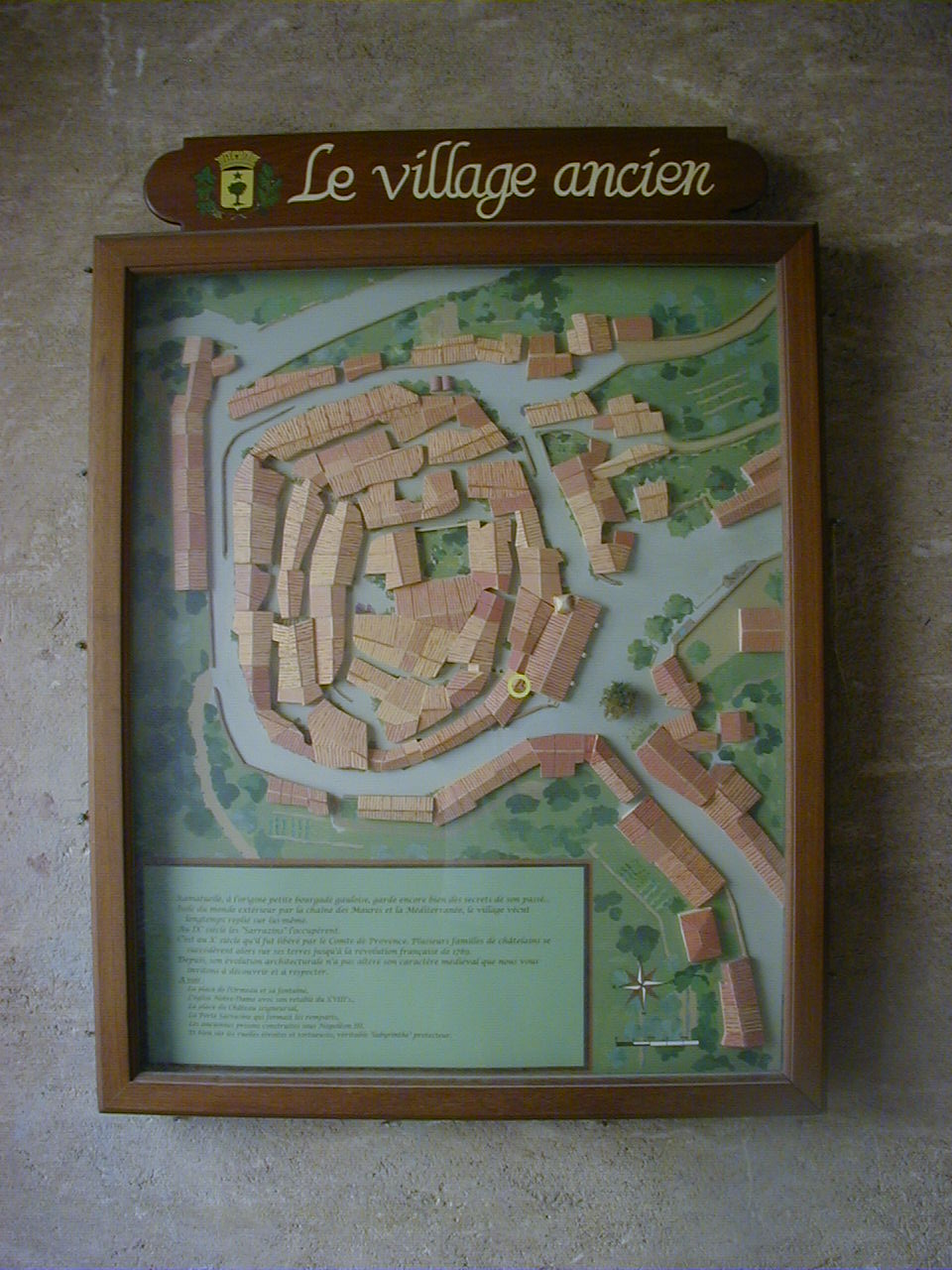
Planul satului concentric.

În secolul al XV-lea, locuitorii regiunii, înspăimântați de incursiunile barbare, s-au retras pe înălțimi pentru a se proteja de atacurile piraților și pentru a putea observa de departe corăbiile care se apropiau de țărm.

### Renașterea
În timpul războaielor religioase, Ramatuelle a fost o fortăreață a Ligii Catolice conduse de contele de Carcès, care se opunea legitimității regelui „protestant” Henric al IV-lea. Satul a fost asediat în 1592 de miliția din Saint-Tropez, care a distrus satul. Se povestește că locuitorii, rămași fără muniție, au aruncat stupi cu albine asupra atacatorilor loiali regelui.
În 1620, satul a fost complet reconstruit, doar câteva elemente ale zidului, inclusiv poarta sarazină și clopotnița bisericii, care era un fost turn de veghe, datând din perioada anterioară reconstrucției.

### Epoca modernă
Până în 1855, structura satului pare să fi rămas neschimbată timp de două secole, construit concentric pe înălțimi și dens populat, în timp ce câmpia rămânea aproape neatinsă de construcții, cu excepția câtorva hambare. Ulterior, satul s-a dezvoltat prin infrastructuri publice (primărie, lotizări, școală, drumuri). De la începutul secolului al XX-lea, au avut loc schimbări socio-culturale profunde. Policultura a fost înlocuită de cultura intensivă a viței-de-vie, iar turismul a început să se dezvolte.

### Epoca contemporană

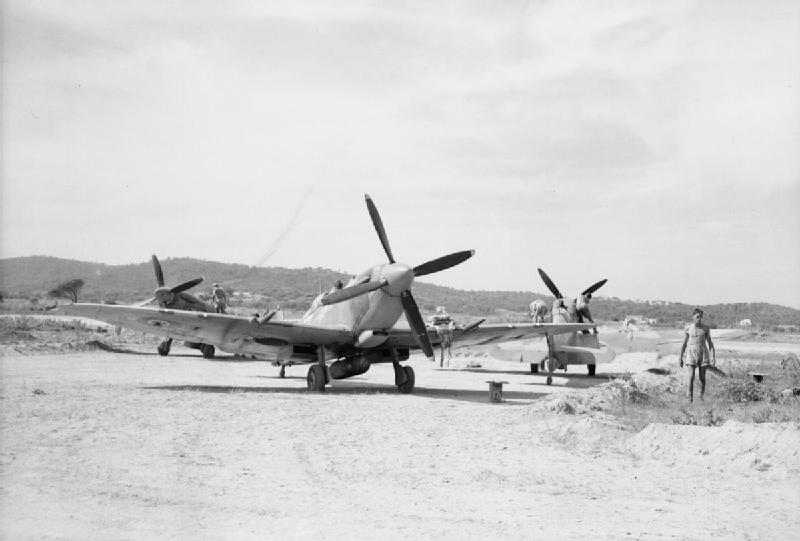
Avion al RAF pe baza provizorie din Ramatuelle în 1944.

În timpul celui de-al Doilea Război Mondial, regiunea a fost ocupată succesiv de italieni, apoi de germani. Un grup de rezistenți din Ramatuelle s-a remarcat prin facilitarea exfiltrării agenților speciali debarcați de pe submarinul Casabianca, provenit din Alger. Plaja Pampelonne a fost un punct central al Debarcării din Provence, iar zona din interior a fost profund devastată pentru a permite instalarea unei baze militare, inclusiv a unei piste de aterizare. După război, a fost nevoie de mai mulți ani pentru a deminarea plajei, refacerea drumurilor și reconstituirea podgoriilor.
În a doua jumătate a secolului al XX-lea, urbanizarea câmpiei a explodat, în special prin construirea de case de vacanță.

## Populația și societatea

### Date demografice
Evoluția numărului de locuitori este cunoscută prin recensămintele populației efectuate în comună începând din 1793. Pentru comunele cu mai puțin de 10 000 de locuitori, un recensământ al întregii populații este realizat la fiecare cinci ani, populațiile legale pentru anii intermediari fiind estimate prin interpolare sau extrapolare. Pentru comuna respectivă, primul recensământ exhaustiv în cadrul noului dispozitiv a fost realizat în 2004.
În 2022, comuna număra 1889 locuitori, în scădere cu -9,05 % față de 2016 (Var: +4,98 %, Franța fără Mayotte: +2,11 %).
| An        | 1793 | 1821 | 1841 | 1856 | 1876 | 1886 | 1901 | 1921 | 1936 | 1962 | 1982 | 2006 | 2014 | 2022 |
| --------- | ---- | ---- | ---- | ---- | ---- | ---- | ---- | ---- | ---- | ---- | ---- | ---- | ---- | ---- |
| Populație | 600  | 568  | 640  | 616  | 684  | 825  | 800  | 781  | 769  | 990  | 1762 | 2271 | 2111 | 1889 |

Cultură locală și patrimoniu
Patrimoniu civil
Comuna deține numeroase elemente de patrimoniu:
- Dolmenul de pe Cap Taillat, datând din anul 2000 î.Hr.

Menhirul de Les Buis
- Burgul castral din Pampelonne[55]
- O poartă numită în mod eronat „sarazină”, deoarece datează din secolul al XVIII-lea[56]
- Farul de pe Cap Camarat[57]
- Cazarma vămii de la poalele Cap Taillat, datând din secolul al XIX-lea[58]
- Satul de vacanță Merlier, situat pe Cap Taillat[59], clasificat conform Legii din 1930 privind peisajele, pe drumul farului Camarat (1959-1965), proiectat de arhitecții Atelierului de Montrouge în colaborare cu Louis Arretche: 35 de case de vacanță
- Morile de vânt din Paillas și Pampelonne[60]
- Castelul Volterra
- Castelul Saint-Amé
- O reședință nobiliară situată în centrul satului[61]
- Străduțele și casele din centrul satului sunt foarte frumoase și pitorești. Mai multe scene din seria Jandarmul din Saint-Tropez au fost filmate în comuna Ramatuelle[62].
- Memorialul rezistenților din Serviciile Speciale ale Apărării Naționale, căzuți pentru Franța.

### Patrimoniu religios
Ramatuelle deține monumente religioase deosebite, printre care:
- Biserica Notre-Dame (din secolul al XVII-lea)[63], construită în stil rustic provensal;
- Biserica Saint-André și clopotul său din 1682[64];
- O capelă Sainte-Anne, cunoscută și sub numele de Capela Penitenților[65] (secolul al XVI-lea);
- Monumentul Eroilor: comemorând conflictele franco-germane din 1914-1918 și 1939-1945, precum și Războiul din Algeria (AFN, 1954-1962)[66].

### Personalități
- Gérard Philipe, înmormântat la Ramatuelle alături de soția sa, scriitoarea Anne Philipe.
- Jean-Claude Brialy, organizatorul Festivalului de la Ramatuelle, deținea o proprietate în Ramatuelle.
- Michel Boujenah, director artistic al Festivalului de la Ramatuelle din 2007.
- Michel Berger a decedat la Ramatuelle pe 2 august 1992, în vila sa „La Grande Baie”, pe care soția sa, France Gall, a păstrat-o până la decesul ei, pe 7 ianuarie 2018.
- Contrar unei legende persistente, Michel Constantin (1924-2003) nu este înmormântat în micuțul cimitir al comunei, deoarece a fost incinerat, iar cenușa sa a fost împrăștiată în mare[67].
- Dominique Lapierre, scriitor și jurnalist, a locuit în această comună.
- Jean Michel Jarre, compozitor de muzică electronică, și-a întâlnit viitoarea soție, Charlotte Rampling, pentru prima dată la Ramatuelle.
- George Michael, cântăreț, a locuit la Ramatuelle în anii 1980.
- Juliette Gréco a locuit la Ramatuelle din 1988 până la moartea sa în 2020[68]. În vara anului 1985, a participat la prima ediție a Festivalului de la Ramatuelle[69].